# فيليب إنغهام
فيليب إنغهام (بالإنجليزية: Philip Ingham)‏ هو عالم وراثة بريطاني، ولد في 19 مارس 1955 في ليفربول في المملكة المتحدة.